# Are You the One? - Un esperimento d'amore
Are You the One? - Un esperimento d'amore è un reality show statunitense, in onda dal 21 gennaio 2014.
La prima stagione è stata trasmessa negli Stati Uniti il martedì, dal 21 gennaio al 1º aprile 2014, mentre in Italia ciascuna puntata è andata in onda circa due settimane dopo, in particolare la prima il 3 febbraio e l'ultima il 14 aprile 2014.
La seconda edizione è stata trasmessa negli Stati Uniti da lunedì 6 ottobre 2014, mentre in Italia dal 13 ottobre successivo è andata in onda una puntata alle 22:30, ma a partire dal 1º dicembre l'orario è stato anticipato alle 2 del mattino.

## Puntate
| Stagione         | Episodi | Prima TV USA | Prima TV Italia | Trovate tutte le coppie perfette? | Premio     |
| ---------------- | ------- | ------------ | --------------- | --------------------------------- | ---------- |
| Prima stagione   | 10      | 2014         | 2014            | SI                                | $1,000,000 |
| Seconda stagione | 10      | 2014         | 2014            | SI                                | $1,000,000 |
| Terza stagione   | 10      | 2015         | 2015            | SI                                | $750,000   |
| Quarta stagione  | 10      | 2016         | 2016            | SI                                | $750,000   |

## Prima stagione

### Cast
| Nome                | Anni | Provenienza              |
| ------------------- | ---- | ------------------------ |
| Adam Kuhn           | 23   | Sterling, Virginia       |
| Andrean "Dre" McCoy | 23   | Atlanta, Georgia         |
| Chris "Scali" Scali | 24   | Brooklyn, New York       |
| Chris Tolleson      | 23   | Virginia Beach, Virginia |
| Dillan Ostrom       | 23   | Finley, Dakota del Nord  |
| Ethan Diamond       | 23   | Denver, Colorado         |
| Joey Dillon         | 23   | Atlanta, Georgia         |
| John "JJ" Jacobs    | 23   | Washington               |
| Ryan Malaty         | 24   | Greeley, Colorado        |
| Wesley Buckles      | 26   | Phoenix, Arizona         |

| Nome                | Anni | Provenienza           |
| ------------------- | ---- | --------------------- |
| Amber Lee           | 22   | Austin, Texas         |
| Ashleigh Feaster    | 23   | Akron, Ohio           |
| Brittany Baldassari | 24   | Boston, Massachusetts |
| Coleysia Chestnut   | 23   | Selma, Alabama        |
| Jacy Rodriguez      | 24   | Carolina, Porto Rico  |
| Jessica Perez       | 23   | Miami, Florida        |
| Kayla Lusby         | 22   | Greenfield, Tennessee |
| Paige Brendel       | 22   | Phoenix, Arizona      |
| Shanley McIntee     | 24   | Indianapolis, Indiana |
| Simone Kelly        | 23   | Atlanta, Georgia      |

### Cabina della verità
| Coppia            | Episodi | Risultato     |
| ----------------- | ------- | ------------- |
| Shanley & Chris   | 1       | Not A Match   |
| Jessica & Ethan   | 2       | Not A Match   |
| Simone & John     | 3       | Not A Match   |
| Jessica & Dillan  | 4       | Not A Match   |
| Ashleigh & Dre    | 5       | Not A Match   |
| Coleysia & Dillan | 5       | Perfect Match |
| Paige & Chris     | 6/7     | Perfect Match |
| Kayla & Ryan      | 8       | Not A Match   |
| Kayla & Wes       | 9       | Perfect Match |
| Jacy & John       | 10      | Not a Match   |

### Dopo Lo Show
| Ragazzi | Ragazze  | Stato Attuale      |
| ------- | -------- | ------------------ |
| Adam    | Shanley  | amici              |
| Adam    | Brittany | Non Insieme        |
| Dre     | Simone   | Non Insieme        |
| Dre     | Ashleigh | Amici              |
| Scali   | Jacy     | Non Insieme        |
| Chris   | Paige    | Amici              |
| Chris   | Shanley  | Non Insieme        |
| Dillon  | Coleysia | Amici              |
| Dillon  | Shanley  | Compagni di Stanza |
| Ethan   | Amber    | Sposati, 2 figlie  |
| Joey    | Brittany | Non Insieme        |
| John    | Ashleigh | Non Insieme        |
| Ryan    | Jessica  | Amici              |
| Ryan    | Kayla    | Non Insieme        |
| Wesley  | Kayla    | Non Insieme        |

Adam Kuhn & Shanley McIntee parteciperanno come coppia a:'Are You The One?: Second Chances.

## Seconda stagione

### Cast
| Nome                | Anni | Provenienza             |
| ------------------- | ---- | ----------------------- |
| Alex Phillips       | 23   | Los Angeles, California |
| Anthony Bartolotte  | 22   | Lombard, Illinois       |
| Brandon Tindel      | 25   | Las Vegas, Nevada       |
| Curtis Hadzicki     | 24   | Cardiff, California     |
| Dario Medrano       | 21   | Salem, Massachusetts    |
| Garland Brown       | 22   | Saint Louis, Missouri   |
| John Moustis        | 22   | Chicago, Illinois       |
| Layton Jones        | 25   | Greenville, Mississippi |
| Nathan Siebenmark   | 21   | Kalamazoo, Michigan     |
| Tyler "Pratt" Pratt | 23   | Orlando, Florida        |

| Nome              | Anni | Provenienza               |
| ----------------- | ---- | ------------------------- |
| Alexandria Kim    | 23   | Carlsbad, California      |
| Ashley Hall       | 21   | San Marcos, Texas         |
| Briana LaCuesta   | 21   | San Diego, California     |
| Christina LeBlanc | 22   | Filadelfia, Pennsylvania  |
| Ellie Puckett     | 23   | Hamlet, Carolina del Nord |
| Jasmine Pendleton | 22   | San Diego, California     |
| Jenni Knapmiller  | 22   | Burnsville, Minnesota     |
| Jessica Andreatta | 22   | Westchester, New York     |
| Paris Eike        | 22   | Denver, Colorado          |
| Shelby Yardley    | 21   | Derby, Kansas             |
| Tyler Abron       | 21   | Boston, Massachusetts     |

### Cabina della verità
| Coppia               | Episodi | Risultati     |
| -------------------- | ------- | ------------- |
| Jessica & Brandon    | 1       | Not A Match   |
| Christina & Brandon  | 2       | Not A Match   |
| Alexandria & Brandon | 3       | Not A Match   |
| Paris & Pratt        | 4       | Perfect Match |
| Curtis & Shelby      | 5       | Perfect Match |
| Jasmine & John       | 6       | Not A Match   |
| John & Jenni         | 7       | Perfect Match |
| Nathan & Christina   | 8       | Not A Match   |
| Jasmine & Alex       | 9       | Perfect Match |
| Ashley & Dario       | 10      | Perfect Match |

### Dopo Lo Show
| Ragazzi | Ragazze   | Stato Attuale      |
| ------- | --------- | ------------------ |
| Alex    | Jasmine   | Non Insieme        |
| Anthony | Ellie     | Amici              |
| Anthony | Jenni     | Amici,Non Insieme  |
| Brandon | Briana    | Non Insieme        |
| Brandon | Christina | Non Insieme        |
| Curtis  | Briana    | Non Insieme        |
| Curtis  | Shelby    | Non Insieme        |
| Curtis  | Jenni     | Insieme            |
| Dario   | Ashley    | Amici,Non Insieme  |
| Dario   | Shelby    | Non Insieme        |
| Garland | Tyler     | Non Insieme        |
| John    | Christina | Amici              |
| John    | Jenni     | Non Insieme        |
| Layton  | Jessica   | Non Insieme        |
| Layton  | Tyler     | Non Insieme        |
| Nathan  | Briana    | Compagni di Stanza |
| Nathan  | Ellie     | Amici              |
| Pratt   | Paris     | Non Insieme        |

Nathan "Nate" Siebenmark & Ellie Puckett parteciperanno come coppia a: Are You The One?: Second Chances.

## Terza stagione
La terza stagione è andata in onda dal 24 settembre 2015 al 18 novembre 2015. In Italia va in onda dal 14 febbraio 2016.

### Cast
| Nome                  | Anni | Residenza                   | Anima gemella            |
| --------------------- | ---- | --------------------------- | ------------------------ |
| Alec Gonzalez         | 22   | Filadelfia                  | Amanda Garcia            |
| Austin Sheets         | 22   | Addison (Texas)             | Britni Thorton           |
| Chuck Mowery          | 26   | Maui (Hawaii)               | Melanie Velez            |
| Connor Smith          | 25   | Tinley Park (Illinois)      | Chelsey Perkins          |
| Devin Walker-Molaghan | 26   | Northampton (Massachusetts) | Rashida Beach            |
| Hunter Barfield       | 22   | Perry (Florida)             | Hannah Rathbun           |
| Mike Crescenzo        | 24   | Stony Brook (New York)      | Kirsten "Kiki" Cooper    |
| Nelson Thomas         | 26   | San Marcos (Texas)          | Stacey Gurnevich         |
| Tyler Johnson         | 25   | Indianapolis                | Kristyn "Cheyenne" Floyd |
| Zak Longo             | 26   | Toronto                     | Kayla Brackett           |

| Nome                     | Anni | Residenza                   | Anima gemella         |
| ------------------------ | ---- | --------------------------- | --------------------- |
| Amanda Garcia            | 22   | Westminster (Colorado)      | Alec Gonzalez         |
| Britni Thorton           | 24   | Augusta (Georgia)           | Austin Sheets         |
| Chelsey Perkins          | 23   | Orlando, Florida            | Connor Smith          |
| Hannah Rathbun           | 22   | Syracuse (New York)         | Hunter Barfield       |
| Kayla Brackett           | 22   | Sandy Hook (Connecticut)    | Zak Longo             |
| Kirsten "Kiki" Cooper    | 24   | Ashburn (Virginia)          | Mike Crescenzo        |
| Kristyn "Cheyenne" Floyd | 22   | Los Angeles, California     | Tyler Johnson         |
| Melanie Velez            | 23   | Franklin Square (New York)  | Chuck Mowery          |
| Rashida Beach            | 23   | Columbia (Carolina del Sud) | Devin Walker-Molaghan |
| Stacey Gurnevich         | 24   | Staten Island (New York)    | Nelson Thomas         |

### Cabina della verità
| Coppia           | Episodi | Risultati     |
| ---------------- | ------- | ------------- |
| Hunter & Kiki    | 1       | Not A Match   |
| Devin & Kiki     | 2       | Not A Match   |
| Zak & Kiki       | 3       | Not A Match   |
| Chuck & Britni   | 4       | Not A Match   |
| Connor & Chelsey | 5       | Perfect Match |
| Chuck & Kiki     | 6       | Not A Match   |
| Alec & Melanie   | 7       | Not A Match   |
| Nelson & Kiki    | 8       | Not A Match   |
| Hunter & Britni  | 9       | Not A Match   |
| Zak & Kayla      | 10      | Perfect Match |

### Dopo Lo Show
| Ragazzi | Ragazze  | Stato Attuale      |
| ------- | -------- | ------------------ |
| Alec    | Amanda   | Non Insieme        |
| Alec    | Stacey   | Non Insieme        |
| Chuck   | Britni   | Non insieme        |
| Connor  | Chelsey  | Amici, Non Insieme |
| Connor  | Kayla    | Amici,Non Insieme  |
| Devin   | Kiki     | Amici,Non Insieme  |
| Devin   | Rashida  | Non Insieme        |
| Hunter  | Stacey   | Amici, Non insieme |
| Mike    | Amanda   | Amici,Non Insieme  |
| Mike    | Kayla    | Amici,Non Insieme  |
| Mike    | Kiki     | Non Insieme        |
| Nelson  | Cheyenne | Amici,Non Insieme  |
| Tyler   | Cheyenne | Amici,Non Insieme  |
| Tyler   | Rashida  | Non Insieme        |
| Zak     | Hannah   | Non Insieme        |

Devin Walker-Molaghan & Rashida Beach parteciperanno a: Are You The One?: Second Chances.

## Quarta stagione
La quarta stagione è andata in onda dal 14 giugno 2016 al 15 agosto 2016. 

### Cast
| Nome                | Anni | Residenza                  |
| ------------------- | ---- | -------------------------- |
| Asaf Goren          | 24   | Tel Aviv, Israele          |
| Cam Bruckman        | 22   | Fort Collins, Colorado     |
| Cameron Kolbo       | 25   | Hattiesburg, Mississippi   |
| Giovanni Rivera     | 23   | Bridgeport, Connecticut    |
| John Humphrey       | 23   | Norfolk, Nebraska          |
| Morgan St. Pierre   | 24   | Manhattan, New York        |
| Prosper Muna        | 25   | Albany, New York           |
| Sam Handler         | 22   | Barrington, Illinois       |
| Stephen John McHugh | 24   | Philadelphia, Pennsylvania |
| Tyler Norman        | 26   | San Diego, California      |

| Nome                | Anni | Residenza                  |
| ------------------- | ---- | -------------------------- |
| Alyssa Ortiz        | 22   | Elgin, Illinois            |
| Camille Satterwhite | 23   | Wheatley Heights, New York |
| Emma Sweigard       | 22   | Parker, Colorado           |
| Francesca Duncan    | 22   | Manhattan, New York        |
| Julia Rose          | 22   | New Orleans, Louisiana     |
| Kaylen Zahara       | 22   | Compton, California        |
| Mikala Thomas       | 22   | Ocean City, New Jersey     |
| Nicole Brown        | 22   | Denver, Colorado           |
| Tori Deal           | 23   | Astoria, New York          |
| Victoria Wyatt      | 22   | Chino Hills, California    |

### Cabina della verità
| Coppia            | Episodi | Risultati     |
| ----------------- | ------- | ------------- |
| Prosper & Tori    | 1       | Not A Match   |
| John & Julia      | 2       | Not A Match   |
| Cameron & Mikala  | 3       | Perfect Match |
| Asaf & Tori       | 4       | Not A Match   |
| Giovanni & Kaylen | 5       | Not A Match   |
| Sam & Alyssa      | 6       | Perfect Match |
| Cam & Victoria    | 7       | Not A Match   |
| Giovanni & Julia  | 8       | Not A Match   |
| Prosper & Emma    | 9       | Perfect Match |
| Cam & Julia       | 10      | Perfect Match |

### Dopo lo Show
| Ragazzi  | Ragazze   | Stato Attuale     |
| -------- | --------- | ----------------- |
| Asaf     | Francesca | Amici             |
| Asaf     | Kaylen    | Amici,Non Insieme |
| Cam      | Julia     | Amici,Non Insieme |
| Cam      | mikala    | Lasciati, Amici   |
| Giovanni | Francesca | Amici             |
| Giovanni | Kaylen    | Non Insieme       |
| John     | Victoria  | Non Insieme       |
| Morgan   | Tori      | Lasciati, amici   |
| Prosper  | Emma      | Non Insieme       |
| Sam      | Alyssa    | Non Insieme       |
| Stephen  | Julia     | Insieme           |
| Stephen  | Nicole    | Non Insieme       |
| Tyler    | Camille   | Amici,Non Insieme |

Asaf Goren e Kaylen Zahara, Cameron Kolbo & Mikala Thomas, Giovanni Rivera & Francesca Duncan e Morgan St. Pierre & Tori Deal parteciperanno a:
Are You the One?: Second Chances.